# Bulacan

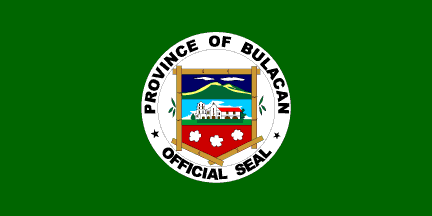
Cờ của Bulacan

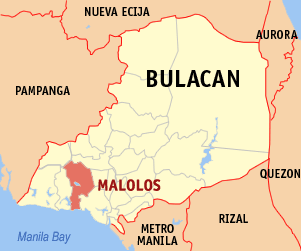
Bản đồ tỉnh Bulacan với tỉnh lỵ tô màu đỏ

Bulacan(tiếng Filipino: Talakan) là một tỉnh hạng nhất của Philippines nằm ở vùng Trung Luzon (Vùng 3) trên đảo Luzon. Tỉnh giáp Vùng thủ đô Metro Manila về phía bắc và là một phần Siêu vùng Vành đai đô thị Metro Manila.
Tỉnh có 569 bangaray trên tổng cộng 21 đô thị tự trị và 3 thành phố hợp thành là thủ phủ Malolos, Meycauayan và San Joé del Monte. Tỉnh giáp với Pampanga về phía tây, Nueva Ecija về phía bắc, Aurora và Quezon về phía đông. Ở phía nam, ngoài Metro Manila, tỉnh còn giáp với tỉnh Rizal. Bulacan ở phía đông bắc của vịnh Manila.
Bulacan tự hào với nhiều các Di sản văn hoá. Hình ảnh của tỉnh nổi bật trong lịch sử Philippines. Nhiều Anh hùng dân tộc và chính khách được sinh ra tại Bulacan. Tỉnh cũng là một trong những nơi đầu tiên nổ ra cách mạng chống lại Tây Ban Nha (tỉnh vinh dự được là một trong 8 tia sáng mặt trời trên quốc kỳ hiện nay). Tỉnh là nơi có "Tam Cộng hòa" là Cộng hòa Real de Kakarong de Sili (1896), Cộng hòa Biak-na-Bato(1897) và Đệ nhất Cộng hòa Philippines(1899-1901). Về phương diện đó, đó là ba Cộng hòa được thành lập ở Bulacan và có trụ sở tại Bulacan.
Ngày nay, Bulacan trở thành một tỉnh tiên tiến nhất tại Philippines. Người dân trong tỉnh được hưởng một nền giáo dục ở mức cao. Tỉnh được biết đến với những ngành công nghiệp như: Đá cẩm thạch và Đá vôi phủ cấm thạch, Kim cương, Pháo hoa, Đồ da, Thủy sản và các sản phẩm thịt, Quần áo, Trang bị máy móc, Cây trồng giá trị cao và nhiều sản phẩm giá trị cao khác.
Bulacan nhanh chóng trở thành một địa điểm du lịch lý tưởng, nhất là vì vai trò của nó trong lịch sử Philippines và các nét văn hóa, nghệ thuật giàu bản sắc. Tỉnh rất nổi tiếng với các điểm du lịch lịch sử; những tòa nhà và nhà thờ cổ; các khu sinh thái; các hoạt động tôn giáo; các lễ hội vui nhộn và đầy màu sắc; các hoạt động bơi lặn; và nhiều sự lựa chọn khác. Đây là nơi có nhiều khu nghỉ dưỡng, khách sạn, nhà hàng và nhiều địa điểm giải trí khác.

## Nhân khẩu

Vị trí Bulacan ở Philippines

Theo điều tra năm 2007, dân số tỉnh là 2.826.926 với mức tăng là 3,27%/năm từ 2000 đến 2007, Bulacan giờ trở thành tỉnh đông dân thứ hai trong cả nước và là nơi có mật độ dân số cao thứ 4. Tỉnh có 588.593 hộ với trung bình 4,8 người/hộ, tuổi trung bình ở Bulacan là 23 năm 2007.
Tiếng Tagalog là ngôn ngữ chủ yếu trong tỉnh. Ngoài ra một số người cũng nói tiếng Kapampangan là thứ tiếng của tỉnh Pampanga lân cận.
| Năm  | Dân số    |
| ---- | --------- |
| 1948 | 394.000   |
| 1960 | 515.000   |
| 1970 | 738.000   |
| 1975 | 900.000   |
| 1980 | 1.096.000 |
| 1990 | 1.505.000 |
| 1995 | 1.784.000 |
| 2000 | 2.234.000 |
| 2007 | 2.826.926 |

## Hành chính
| Thành phố          | Số Quận | Số Barangay | Zip Code |
| ------------------ | ------- | ----------- | -------- |
| Malolos            | 0       | 51          | 3000     |
| Meycauayan         | 4       | 26          | 3020     |
| San Jose del Monte | 0       | 59          | 3023     |

| - Angat - Balagtas - Baliuag - Bocaue - Bulacan hay Bulakan - Bustos - Calumpit - Doña Remedios Trinidad - Guiguinto - Hagonoy - Marilao | - Norzagaray - Obando - Pandi - Paombong - Plaridel - Pulilan - San Ildefonso - San Miguel - San Rafael - Santa Maria |